# Безбюджетное управление
Безбюджетное управление (англ. Beyond Budgeting) — концепция управления предприятием без использования процесса бюджетирования за счёт упрощения системы управления и децентрализации принятия решений.

## История
На фоне критики бюджетирования сформировалось концепция «Безбюджетного управления» (Beyond Budgeting) с начала 1970-х годов, когда успешно её применил крупный шведский банк Svenska Handelsbanken. Затем задекларировали данную концепцию American Express, Google, Guardian, SpareBank, Coloplast, Telenor, Wallenius Wilhelmsen Logistics, Arla Foods, IKEA и многие другие. В 1998 году была даже организована международная организация «Beyond Budgeting Round Table» (BBRT), входящая в состав Международного Консорциума Прогрессивных Производителей.

## Принципы безбюджетного управления
В 2004 году вышла книга Джерими Хоупа и Робина Фрайзера с 12 ключевыми принципами безбюджетного управления:
I. Принципы лидерства (передачи полномочий):
1. создание управленческого климата, увеличивающего конкурентные преимущества предприятия, а не выполнение внутренних бюджетов;
2. мотивация персонала, основанного на увеличение четко определённых ценностей для предприятия;
3. делегирование ответственности операционным менеджерам, которые могут самостоятельно принимать решения;
4. усиление операционных менеджеров, путем наделения их свободой действия (доступом к ресурсам);
5. создание клиент-ориентированной команды, которая отвечает за то, чтобы клиенты были удовлетворены и приносили прибыль;
6. создание простых «истин» в организации с помощью открытой и прозрачной информационной системы.
II. Принципы управления:
7. постановка целей, ориентированных на максимизацию потенциала исполнения с учётом имеющихся внешних показателей;
8. мотивация и вознаграждение основывается на успехе команды, по сравнению с конкурентами;
9. стратегическое и тактическое планирование делегируется операционным менеджерам и происходит постоянно;
10. использование ресурсов основывается на прямом и свободном доступе к ресурсам (в пределах определённых параметров);
11. координация внутренних служб строится по правилу использования ресурсов на внутренних рынках;
12. оценка и контроль обеспечивается быстрой и открытой информацией для многоуровневого контроля.

## Критика концепции
Стоит отметить, что концепция безбюджетного управления не отказывается от прогнозирования, планирования, бизнес-моделирования, а лишь отказывается от подробных, долгосрочных, детальных бюджетов, а также директивности бюджета и процесса согласований. Однако, критики безбюджетного управления отмечают, что отсутствуют проработанные методики, отсутствуют открытые примеры, отсутствуют подходящие информационные системы.